# Good Drank
Good Drank è un singolo del rapper statunitense 2 Chainz. È stato originariamente pubblicato il 19 ottobre 2016, come il singolo promozionale del suo mixtape, Hibachi for Lunch; anche se è stato in seguito rimosso dalla tracklist originale, è stata pubblicata di nuovo il 20 gennaio 2017 come primo singolo estratto dal suo quarto album in studio Pretty Girls Like Trap Music. Nella canzone è presente anche la collaborazione dei rapper statunitensi Gucci Mane e Quavo. Questo brano è stato prodotto da Mike Dean.

## Video musicale
Il video musicale è stato pubblicato il 19 gennaio 2017 sul canale ufficiale di 2 Chainz su YouTube. Il video vede tutte le persone vestite con abiti vintage e il rapper Quavo che trasporta delle bottiglie viola tramite dei rimorchi di trattore. Tutto il video è in bianco e nero con effetto vintage nel quale si può vedere solo il colore delle bottiglie, il viola. 

## Successo commerciale
"Good Drank" ha debuttato al numero 92 della Billboard Hot 100 in data 11 febbraio 2017.